# Топіле
Топіле (рум. Topile) — село у повіті Ясси в Румунії. Входить до складу комуни Валя-Сяке.
Село розташоване на відстані 317 км на північ від Бухареста, 70 км на захід від Ясс.

## Населення
За даними перепису населення 2002 року у селі проживали 2192 особи. Усі жителі села рідною мовою назвали румунську.
Національний склад населення села:
| Національність | Кількість осіб | Відсоток |
| -------------- | -------------- | -------- |
| румуни         | 2139           | 97,6%    |
| цигани         | 53             | 2,4%     |